# Нью-Ганновер Тауншип (округ Монтгомері, Пенсільванія)
Нью-Ганновер Тауншип (англ. New Hanover Township) — селище (англ. township) в США, в окрузі Монтгомері штату Пенсільванія. Населення — 12 973 особи (2020).

## Демографія
Згідно з переписом 2010 року, у селищі мешкало 10 939 осіб у 3797 домогосподарствах у складі 3171 родини. Було 3919 помешкань
Расовий склад населення:
| - 95,3 % — білих - 2,0 % — азіатів - 1,2 % — чорних або афроамериканців - 0,1 % — корінних американців |

До двох чи більше рас належало 1,2 %. Частка іспаномовних становила 1,6 % від усіх жителів.
За віковим діапазоном населення розподілялося таким чином: 27,0 % — особи молодші 18 років, 61,0 % — особи у віці 18—64 років, 12,0 % — особи у віці 65 років та старші. Медіана віку мешканця становила 40,1 року. На 100 осіб жіночої статі у селищі припадало 98,6 чоловіків;  на 100 жінок у віці від 18 років та старших — 98,3 чоловіків також старших 18 років.
Середній дохід на одне домашнє господарство  становив 97 582 долари США (медіана — 86 250), а середній дохід на одну сім'ю — 109 952 долари (медіана — 97 904). Медіана доходів становила 65 273 долари для чоловіків та 48 941 долар для жінок. За межею бідності перебувало 3,0 % осіб, у тому числі 0,3 % дітей у віці до 18 років та 6,7 % осіб у віці 65 років та старших.
Цивільне працевлаштоване населення становило 6159 осіб. Основні галузі зайнятості: освіта, охорона здоров'я та соціальна допомога — 23,2 %, виробництво — 14,7 %, науковці, спеціалісти, менеджери — 13,3 %.